# Проєктне фінансування
Проєктне фінансування — фінансування інвестиційних проєктів, при якому джерелом обслуговування боргових зобов'язань є грошові потоки, які генеруються проєктом. Специфіка цього виду інвестування полягає в тому, що оцінка витрат і доходів здійснюється з урахуванням розподілу ризику між учасниками проєкту.

## Походження
Кредитування з обмеженим правом регресу використовувалося для фінансування морських подорожей у Стародавній Греції та Римі. Його використання в інфраструктурних проєктах почалося з будівництва Панамського каналу і було широко розповсюджене в нафтогазовій промисловості США на початку 20-го століття. Однак проєктне фінансування високоризикованих інфраструктурних проєктів зародилося з розробкою нафтових родовищ Північного моря в 1970-х і 1980-х роках. Раніше такі проєкти фінансувалися за рахунок випуску комунальних або державних облігацій чи інших традиційних структур корпоративного фінансування.
Пік проєктного фінансування в країнах, що розвиваються, припав на час Азійської фінансової кризи, але подальший спад в індустріальних країнах був компенсований зростанням в країнах ОЕСР, що призвело до того, що пік проєктного фінансування у світі припав приблизно на 2000 рік. Потреба в проєктному фінансуванні залишається високою в усьому світі, оскільки все більше країн потребують збільшення поставок комунальних послуг та інфраструктури. В останні роки схеми проєктного фінансування стають все більш поширеними на Близькому Сході, деякі з них включають ісламське фінансування.
Нові структури проєктного фінансування з'явилися насамперед у відповідь на можливість, яку надали довгострокові контракти на закупівлю електроенергії від комунальних та державних підприємств. Ці довгострокові потоки надходжень вимагалися правилами, що впроваджували PURPA. Ця політика призвела до подальшої дерегуляції виробництва електроенергії і, що важливо, до міжнародної приватизації після внесення змін до Закону про холдингові компанії у 1994 році. Структура еволюціонувала і є основою для енергетичних та інших проєктів по всьому світу.

## Принципи проєктного фінансування
Світова практика визначає такі принципи проєктного фінансування:
1. Принцип підвищеної ризикованості проєктного фінансування передбачає розподіл ризиків серед максимальної кількості учасників проєкту, а ризики за проєктом, у свою чергу, вимагають ретельного відстежування і попереднього аналізу з метою укладання контрактів зі споживачами продукції і страхувальниками на період до повного погашення кредиту. Урахування кредитором цього принципу означає збільшення розміру банківської маржі на весь період обслуговування боргу.
2. Принцип покриття боргу. Урахування такого принципу установою, що здійснює фінансування, ґрунтується на показнику обслуговування боргу (як співвідношенні очікуваних чистих надходжень від реалізації проєкту і загальної суми заборгованості та відсотків). Отримані результати порівнюються з базовим варіантом інвестиційного проєкту, підготовленого незалежним консультантом. Коефіцієнт покриття боргу, як правило, має бути у межах 1,3—1,8 залежно від ступеня ризику і специфіки галузі.
3. Ринковий принцип вимагає від фінансово-кредитної установи детального аналізу кон'юнктури ринку майбутньої продукції, що передбачається під час укладання кредитної угоди. Такий аналіз ринку проводиться з метою визначення динаміки цін на період експлуатації об'єкта. Як правило, порівняльний аналіз у такому аспекті проводиться: за сценарієм інвестора (замовника); песимістичним сценарієм банку; сценарієм, підготовленим незалежними експертами.
4. Принцип обмеженої відповідальності клієнта випливає з визначення проєктного фінансування, згідно з яким погашення заборгованості відбувається за рахунок доходів від реалізації проєкту, а відповідальність клієнта-ініціатора проєкту визначається розміром власних коштів, направлених у проєкт. Причому проєкт вважається таким, що здійснено, якщо згідно із взаємними зобов'язаннями виробнича потужність об'єкта досягла проєктної потужності (близько 75 %).
5. Принцип забезпечення джерелами фінансування проєкту ґрунтується на дотриманні досить високого співвідношення між власними і запозиченими коштами, яке коливається залежно від галузі (20:80; 30:70; 40:60), проте прийнятним для сторін вважається співвідношення 30:70. Якщо інвестиційний проєкт реалізується в державному секторі економіки і має стратегічне значення, то застосовується метод прямої бюджетної підтримки інвестицій, яка виражається в таких формах: бюджетні асигнування на безповоротній основі (у вигляді субсидій і грантів); бюджетні інвестиції (через участь держави в капіталі підприємства або організації, що одержують бюджетні кошти); бюджетні кредити як універсальний інструмент державного стимулювання проєктів.
6. Принцип гарантування інвестицій:
- гарантія як безумовне зобов'язання у разі настання гарантійного випадку  перерахувати установі, що здійснює фінансування, певну суму коштів;
- гарантія при завершенні фінансування, пов'язана з відповідальністю інвесторів за повну реалізацію проєкту;

Метою таких гарантій є страхування боргових зобов'язань інвестиційного проєкту на весь період його життєвого циклу.
7. Принцип повернення і платності забезпечує послідовну ліквідацію заборгованості, графік якої відповідає життєвому циклу інвестиційного проєкту так, що повернення боргу починається після досягнення певного рівня виробничої потужності, а темпи погашення заборгованості прямо пропорційні темпам зростання виробництва продукції.